# Fontem Neba
Fontem Neba, de son nom complet Fontem Aforteka'a Neba, né le 8 août 1970 dans la région du Nord-Ouest du Cameroun, est un universitaire camerounais, auteur et militant des droits civiques qui émerge sur la scène politique camerounaise en tant que secrétaire général et fondateur du Consortium de la société civile anglophone du Cameroun (CSCAC).

## Biographie

### Carrière
Dr Fontem Neba naît le 8 août 1970 dans la région du Nord-Ouest du Cameroun. Il est titulaire d'un doctorat de l'université d'Ibadan au Nigeria. Il est linguiste, conférencier, auteur et activiste. Il est l'auteur de English Language Mastery and Academic Success. Il est secrétaire général du Syndicat des enseignants de l'université de Buéa (SYNES) et secrétaire général du Consortium de la société civile anglophone du Cameroun (CSCAC).

### Arrestation
Le 17 janvier 2017, vers 18 h 15, il est signalé que Fontem Neba est arrêté aux côtés de l'avocat Felix Agbor Balla et du juriste Paul Abine Ayah à Buéa par une escouade combinée d'officiers de police, de gendarmes, d'éléments de l'unité de renseignement militaire et de l'unité des services secrets, connue sous son acronyme français DGR. L'arrestation a immédiatement suivi l'interdiction du Consortium, qui avait mené une campagne de désobéissance civile pour manifester contre la marginalisation perçue et l'assimilation systémique de la minorité anglophone par la majorité francophone du pays,.

### Inculpation, procès et libération
Fontem Neba, Felix Agbor Balla et Paul Abine Ayah sont inculpés par le tribunal militaire de Yaoundé de huit chefs d'accusation dont « trahison », « terrorisme », « troubles civils » et « mise en danger de la paix et de l'unité de la République du Cameroun » et risquent la peine de mort.
Le 23 mars 2017, le procès de Fontem Neba devant le tribunal militaire de Yaoundé est repoussé aux 27 avril, 24 mai et 27 juillet de la même année, ainsi qu'au 31 août par un décret du président Paul Biya. Fontem Neba et ses co-accusés sont libérés et toutes les charges retenues contre eux sont abandonnées,.